# I. ČLTK Prague Open 2024
L'I. ČLTK Prague Open 2024 è stato un torneo di tennis professionistico. È stata la 31ª edizione del torneo maschile, facente parte della categoria Challenger 75 nell'ambito dell'ATP Challenger Tour 2024, con un montepremi di 73 000 €. È stata la 22ª edizione del torneo femminile, facente parte della categoria W75 con un montepremi di 60 000 $. Si è giocato dal 6 al 12 maggio 2024 sui campi in terra rossa del I. Českého Lawn–Tenisového klubu di Praga, in Repubblica Ceca.

## Torneo maschile

### Teste di serie
| Nazionalità | Giocatore         | Ranking* | Testa di serie |
| ----------- | ----------------- | -------- | -------------- |
| Svizzera    | Leandro Riedi     | 152      | 1              |
| Francia     | Hugo Grenier      | 153      | 2              |
| Argentina   | Marco Trungelliti | 169      | 3              |
| Germania    | Rudolf Molleker   | 172      | 4              |
| Francia     | Benjamin Bonzi    | 176      | 5              |
| Stati Uniti | Martin Damm Jr.   | 177      | 6              |
| Rep. Ceca   | Dalibor Svrčina   | 185      | 7              |
| Slovacchia  | Alex Molčan       | 192      | 8              |

* Ranking al 22 aprile 2024.

### Altri partecipanti
I seguenti giocatori hanno ricevuto una wild card per il tabellone principale:
- Jonáš Forejtek
- Toby Kodat
- Jan Kumstát

Il seguente giocatore è entrato in tabellone come alternate:
- Jiří Veselý

I seguenti giocatori sono passati dalle qualificazioni:
- Jakub Paul
- Clément Chidekh
- Nikoloz Basilašvili
- Martin Krumich
- Felix Gill
- Mathys Erhard

Il seguente giocatore è entrato in tabellone come lucky loser:
- Giovanni Fonio

## Campioni

### Singolare maschile
Jiří Veselý ha sconfitto in finale  Gauthier Onclin con il punteggio di 6–2, 3–6, 7–6(3).

### Doppio maschile
Jakob Schnaitter /  Mark Wallner hanno sconfitto in finale  Jiří Barnat /  Jan Hrazdil con il punteggio di 6–3, 6–1.

### Singolare femminile
Dominika Šalková ha sconfitto in finale  Maja Chwalińska con il punteggio di 6–3, 6–0.

### Doppio femminile
Jaimee Fourlis /  Dominika Šalková hanno sconfitto in finale  Noma Noha Akugue /  Ella Seidel con il punteggio di 5–7, 7–5, [10–4].